# Postój Kozaków liniowych
Postój Kozaków liniowych  –  obraz olejny autorstwa Józefa Chełmońskiego, namalowany w 1880 roku.

## Historia

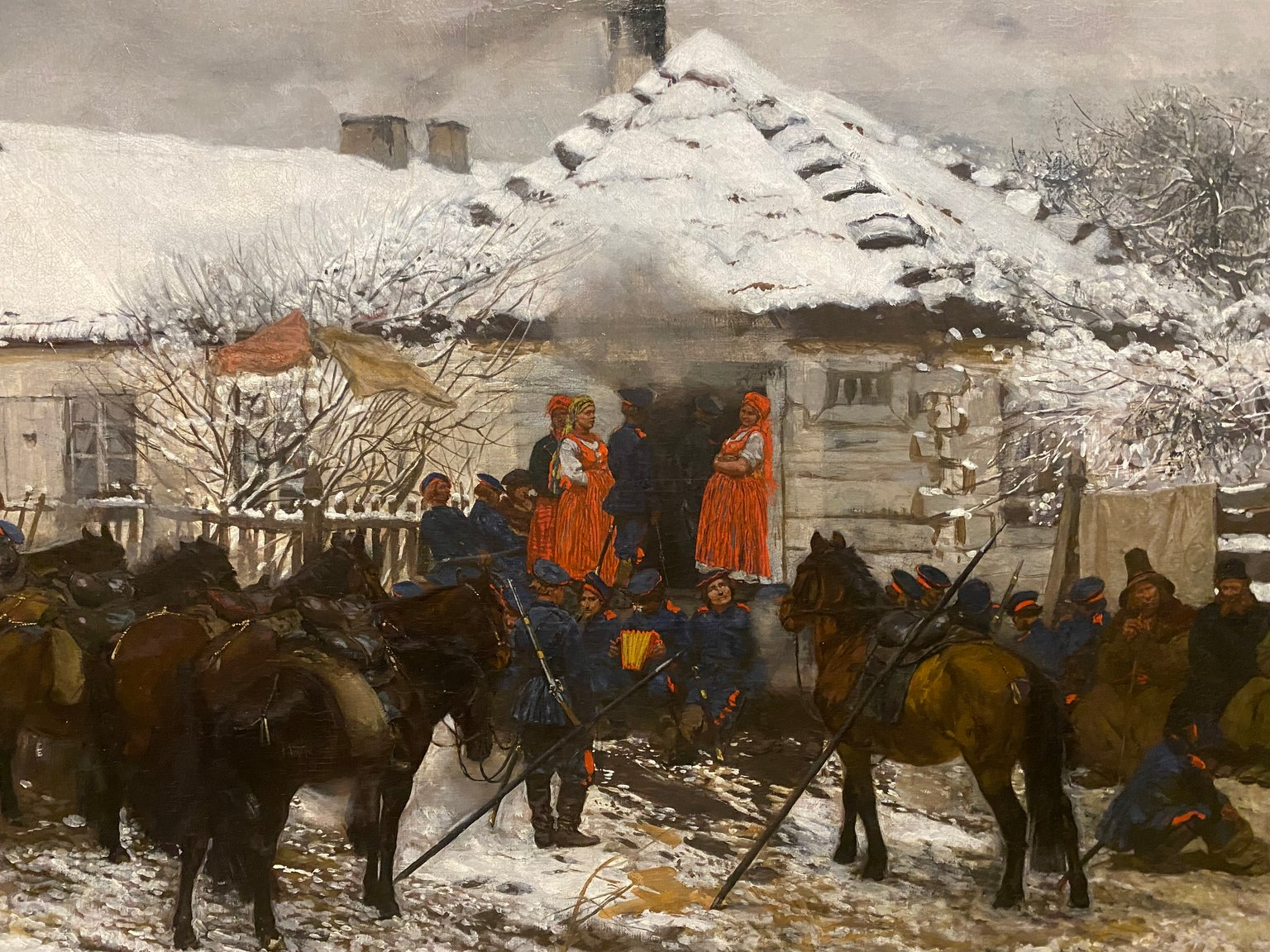
Detal – chata, żołnierze i kobiety

Obraz powstał w Paryżu w 1880 roku. Marszand Adolphe Goupil kupił od malarza obraz za 5000 franków, a odsprzedał za 10 000 franków, co wówczas było wysoką ceną. Nie są znane losy obrazu od tego czasu do przypadkowego znalezienia go na strychu w domu w Niemczech przez osobę, która ten dom zakupiła.
Płótno zostało wystawione w Niemczech na aukcji domu aukcyjnego Schlosser w Bambergu z ceną wywoławczą 3 tys. euro, a sprzedało się za 300 tys. euro w 2011 roku (wylicytowana cena to 245 000 euro). Sprzedający nie wiedział, kto jest faktycznym autorem obrazu. Dzieło zostało sprzedane osobie prywatnej.
W 2011 roku było prezentowane w Domu Pracy Twórczej w Radziejowicach (zob. zespół pałacowo-parkowy w Radziejowicach), był to pierwszy publiczny pokaz dzieła od 1882 roku.
Muzeum Narodowe w Warszawie posiada szkic kompozycyjny do obrazu (nr inw. Rys.Pol.159211/15 MNW).

## Charakterystyka
Obraz został namalowany techniką olejną na płótnie o wymiarach  73 na 169 cm. Istotne dla kompozycji są czerwone akcenty, obecne także w obrazach Kozacy w marszu czy Próba czwórki.